# Antonio Marqués y Espejo
Antonio Marqués y Espejo (Gárgoles de Abajo, Guadalajara, 11 de junio de 1762-después de 1828), escritor y religioso español de la Ilustración y el Neoclasicismo.

## Biografía
Nacido en Gárgoles de Abajo, un pequeño lugar cercano a Cifuentes, en la provincia de Cuenca, era hijo de María Lorenza Espejo y del abogado José Marqués, mayordomo de rentas, alcalde mayor y juez de residencias en los estados del Duque del Infantado, personaje que siempre protegió al futuro escritor; este comenzó a los catorce años estudios en la Universidad Complutense y a los dieciocho obtuvo el grado de Maestro de Filosofía. A los veintiún marchó a Valencia a proseguir los estudios iniciados en Alcalá de Henares y a los tres años se doctoró en Teología, se ordenó sacerdote y se dedicó a la predicación, aunque su verdadera vocación era la didáctica y opositó sin éxito dos veces a la cátedra de Filosofía de la Universidad de Valencia, donde fue al parecer profesor interino. Fue después Colector de la Real Casa de Recogidas de Madrid y Beneficiado Titular de la parroquia de Alberique.
Viajó a Francia, impregnándose de estética neoclásica y volviéndose tan afrancesado que sus contemporáneos lo acusaron de lengua nada purista e introducir demasiados galicismos. Preocupado por la educación, intentó dos veces que le dieran permiso para publicar un semanario femenino, primero en 1804 con El Liceo General del Bello Sexo..., destinado a la educación de la mujer, y luego en 1806 con El Plausible, pero se lo denegó en ambas ocasiones el abate Juan Antonio Melón. Tampoco pudo publicar un Almanak Literario. Debió morir poco después de 1828, año en que se publicó su última obra.

## Obra
Cultivó todos los géneros, pero destacó especialmente en el narrativo, en que se mostró como uno de los precedentes de la ficción científica en español y de la novela utópica con su obra Viaje de un filósofo a Selenópolis (1804), inspirada en Le voyageur philosophe dans un pays inconnu aux habitants de la Terre (Ámsterdam, 1761) de Daniel Villeneuve, y además se acercó al género de la futura novela histórica con sus Memorias de Blanca Capello, gran duquesa de Toscana (1803), inspiradas en un pasaje del Nouveau Dictionaire Histoqique sobre el famoso crimen florentino cometido contra la persona de Bianca Cappello, amante del Gran Duque de Toscana y posiblemente envenenada por su mujer legítima; esta novela resulta, empero, demasiado moralizadora y poco ágil. Sus comedias, unas originales y otras inspiradas en las francesas del mismo periodo, están bien resueltas. Publicó además diversos centones, entre los que destaca una selección ordenada de los escritos del novator padre Benito Jerónimo Feijoo, su Diccionario Feyjoniano, así como obras didácticas pane lucrando como El perfecto orador, o principios de elocuencia sagrada... (1793), Diccionario de varios conocimientos críticos, eruditos y curiosos (1802) y una Retórica epistolar (1803) de bastante éxito; casi siempre sus ejemplos están tomados de autores franceses, con lo que se vio que no andaban descaminados sus críticos al acusarlo de afrancesado.
Estas obras y diversas traducciones se hallan imbuidas de las preocupaciones pedagógicas de la Ilustración pero en él está ya presente un gran interés por lo pintoresco que anuncia vientos nuevos prerrománticos, por ejemplo en su Historia de los naufragios o colección de las relaciones más interesantes de los naufragios, invernaderos, desamparos, incendios, hambres y otros acontecimientos desgraciados, sucedidos en el mar desde el siglo XV hasta el presente (1803). Como poeta, se mostró muy influido por José Cadalso, cultivó la anacreóntica y tradujo a diversos clásicos latinos en sus Desahogos líricos de Celio (1802).

## Ediciones

### Dramáticas
- El aguador de París (1802), traducción.
- Las víctimas del libertinaje..., (1802)
- La filantropía o La reparación de un delito (1812 y 1819)
- Los compadres codiciosos (Valencia, Impr. de Ildefonso Mompié, 1826)
- Matilde de Orleim (sic), manuscrita e impresa en 1803, es una traducción del francés.
- Miss Clara Harlove (Madrid, 1804).
- Amor y virtud a un tiempo, 1816.
- La recompensa del arrepentimiento, Valencia, Impr. de Ildefonso Mompié, 1823.

### Narrativas
- Memorias de Blanca Capello, gran duquesa de Toscana (1803)
- Viaje de un filósofo a Selenópolis (1804)
- Anastasia o la recompensa de la hospitalidad (1818).

### Líricas
- Desahogos líricos de Celio..., 1802.

### Otras obras
- Diccionario de varios conocimientos críticos, eruditos y curiosos (1802)
- Retórica epistolar o Arte nuevo de escribir (1803). Hay edición moderna: Barcelona: Marcial Pons, 2001, facsímil de la 4ª ed. (Gerona: Antonio Oliva, 1828).
- Historia de los naufragios o colección de las relaciones más interesantes de los naufragios, invernaderos, desamparos, incendios, hambres y otros acontecimientos desgraciados, sucedidos en el mar desde el siglo XV hasta el presente (1803).
- Relación de los títulos, méritos, grados, ejercicios literarios y actos positivos (Alcalá, 1785)
- El perfecto orador, o principios de elocuencia sagrada con ejemplos deducidos de los oradores más célebres de Francia (Valladolid, 1793)
- Diccionario feyjoniano (Madrid, 1802)
- Recreos morales del ciudadano Hekel
- Higiene política de España, o medicina preservativa de los males morales con que la contagia la Francia, Amor y virtud a un tiempo (Valencia, 1816)
- Anécdota histórica de un amor casto contrariado.